# ユウ山崎
ユウ山崎（ゆうやまざき、1967年12月15日 - ）は、日本の元女子プロレスラー。本名は山崎友瑚。東京都品川区出身。身長160cm、体重58kg。血液型A型。

## 経歴
- ジャパン女子プロレス1期生。1986年8月17日、同団体の旗揚げ戦が行われた後楽園ホールにおいて、対プラム麻里子戦でデビュー。
- 1988年末から数ヶ月に渡るメキシコ遠征を経験。1989年2月メキシコで初代UWAジュニア王座を獲得。
- 1989年5月尾崎魔弓を破り、第5代UWA&JWPジュニア王座を獲得。
- 1991年に引退後、シュートボクサーへ転向。シーザージムに所属。
- 1994年シュートボクサーとしてプロデビュー（後楽園ホール）。
- 1999年シュートボクシングを引退。戦績は7戦5勝1敗1分。
- 2010年、シュートボクサー時代の友人の誘いにより、協栄ボクシングジムの女子ミットクラスで、トレーナーとしてのキャリアをスタート。以降、パーソナルトレーナーとして多くの女性の健康管理をサポートした実績有。現在もモデル、歯科衛生士、OLなど、さまざま女性を指導中。

## 人物
- ジャパン女子プロレスの中でも軽量級の選手で、ジュニア王座をめぐるタイトル戦線を盛り上げた。同じく軽量級のスマイリー真美と、The忍者タッグも結成している。

## 得意技
- 延髄斬り

## 獲得タイトル
- 第5代UWA&JWPジュニア王座